# 迦特镇

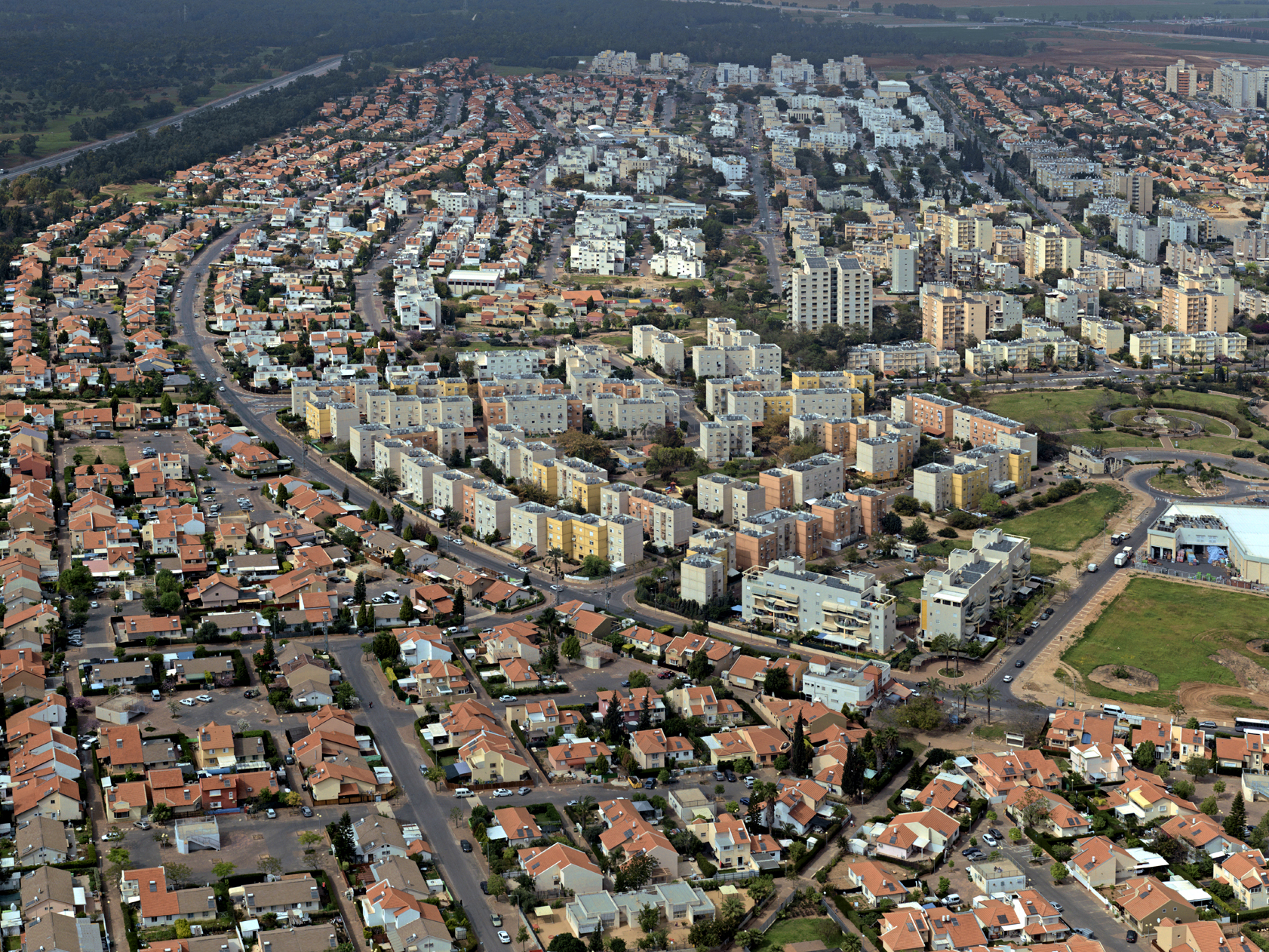
迦特镇

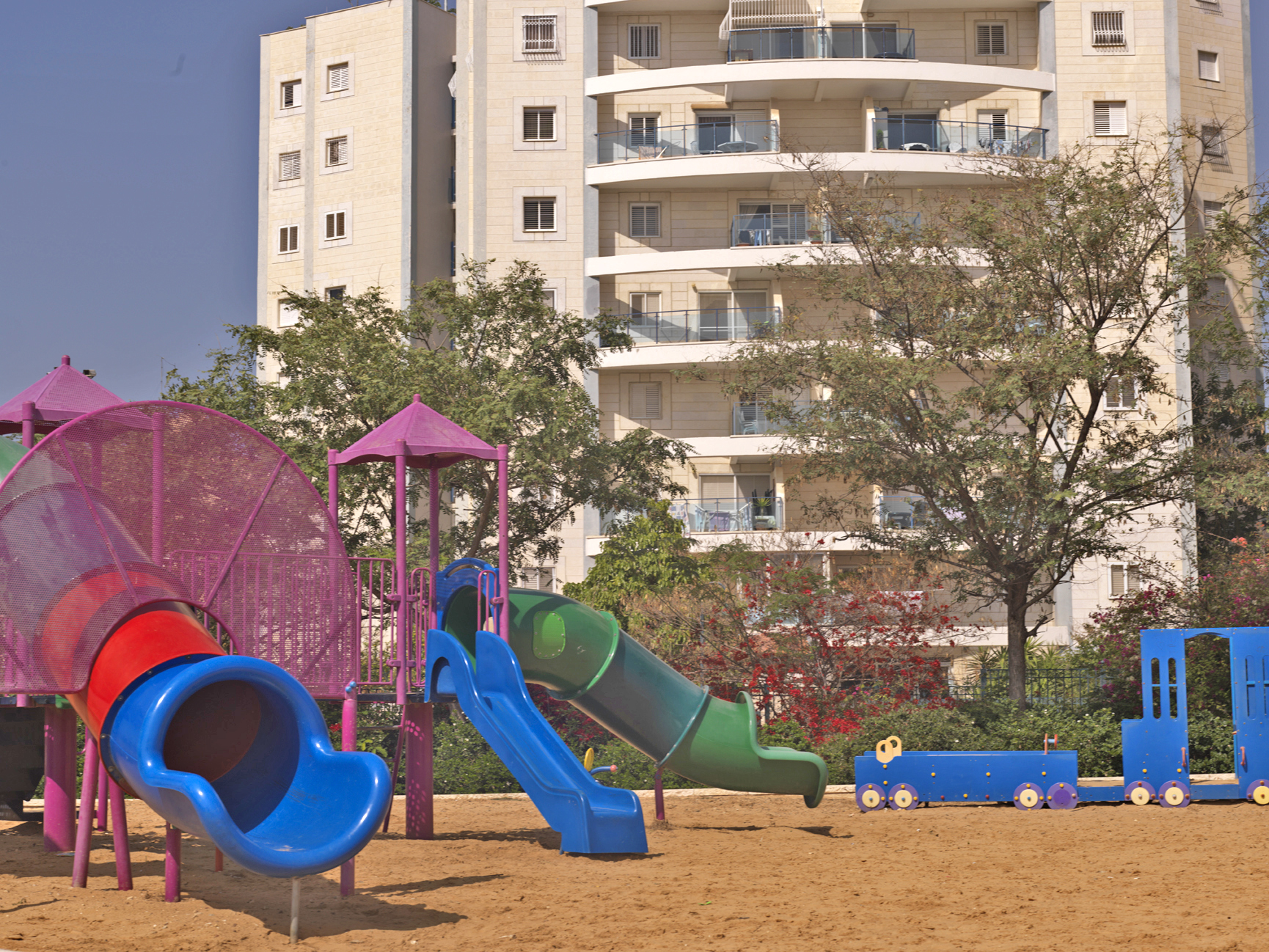
迦特镇建筑

迦特镇（希伯來語：‎，羅馬化：Ḳiryat Gat）是一座以色列城市，或译迦特城，位於以色列西部，在特拉維夫以南56公里，贝尔谢巴以北43公里，距耶路撒冷68公里。由南部區負責管轄，始建於1954年，1972年正式成為市。迦特镇面積为17.102平方公里，平均海拔125米，2012年12月時人口总数48275。

## 经济
波尔加纺织厂曾是迦特镇最主要的工厂，但它在1990年代倒闭。1999年，英特尔在迦特镇建立了一个名为Fab 18的芯片制造厂，用以生产奔腾4芯片和快闪存储器，该厂的建造获得了以色列政府5.25亿美元的资助。2006年2月，英特尔的第二个名为Fab 28的工厂奠基，2008年开始运行，用来英特尔的生产下一代处理器。如今，英特尔迦特镇工厂是英特尔在以色列境内最大规模的工厂，拥有3,750名雇员，大部分都是工程师和技术人员。现在的迦特镇中心已是高新技术园区。尽管如此，迦特镇依旧是以色列失业率最高的城市之一。

## 人口
据以色列中央统计局(CBS)统计资料，至2012年12月，迦特镇有居民48，275人，人口增长率为1.0%，其中犹太人约93.8%，没有阿拉伯人。在迦特镇建城初期，迦特镇主要人口为塞法迪犹太人和米兹拉希犹太人，自从大量苏联犹太人移民大量涌入以色列后，城内大约有三分之一的居民来自前苏联。

## 教育
迦特镇共有25所学校，10,676名在校生。其中小学有18所，中学有13所，分别有学生5,498名和5,178名。迦特镇还有一个教育中心、数个科学中心、一个数字化图书馆以及一个用于工业、艺术和各种技术的中心。

## 交通
迦特镇靠近几条以色列的交通大动脉，包括通向城市西面的40号高速公路和6号高速公路。而迦特镇火车站则位于以色列铁路的特拉维夫-贝尔谢巴城际线旁边。

## 姐妹城市
- 美国水牛城 （1977年建立）[6]
- 塞爾維亞克鲁舍瓦茨（1990年建立）[7]

## 外部連結
- 维基共享资源上的相關多媒體資源：迦特镇
- 官方网站 （页面存档备份，存于） （希伯来文）

31°36′22″N 34°46′18″E / 31.6061°N 34.7717°E